# Eibenthal
Eibenthal (tschechisch Eibentál, Tisové Údolí oder Jeventál, ungarisch Tiszafa) ist ein Dorf im Banater Gebirge im Kreis Mehedinți, Rumänien. Das Dorf ist eine Sprachinsel der kleinen ethnischen Minderheit der Banater Tschechen.

## Nachbarorte
| Moldova Nouă        | Eftimie Murgu                               | Orșova                |
| Nationalpark Đerdap | Kompassrose, die auf Nachbargemeinden zeigt | Drobeta-Turnu Severin |
| Majdanpek           | Donji Milanovac                             | Grabovica             |

## Geschichte
Eibenthal wurde im Jahre 1827 gegründet, also während der zweiten tschechischen Einwanderungswelle, die die Besiedlung des grenznahen Gebietes am Eisernen Tor hauptsächlich aus militärstrategischen Gründen (Wehrbauerntum) zum Ziel hatte. Die Siedler kamen hauptsächlich aus Plzeň, Klatovy, Čáslav und Beroun. Einnahmequelle der Bevölkerung war hier neben der Holzwirtschaft auch der Bergbau. Der Asbestabbau ist inzwischen eingestellt, die Anthrazitgewinnung im nahen Ort Baia Nouă war jedoch bis vor Kurzem ein wesentlicher Wirtschaftsfaktor, ist aber auch nach einem Grubenunglück 2007 eingestellt worden. Wie die anderen tschechischen Dörfern des Banat hat auch Eibenthal heute mit starkem Bevölkerungsschwund vor allem durch Abwanderung zu kämpfen. Während hier im Jahre 1934 noch ca. 600 Menschen lebten, wurden im Jahr 2000 nur noch 302 Einwohner gezählt.

## Karte
- Klub českých turistů: Turistická Mapa Banát, M 1 : 100.000. Karte und Führer. 1. Auflage. Freytag & Berndt, Prag 2001, ISBN 80-85999-88-9 (tschechisch, rumänisch, englisch).